# Ambrones
Los ambrones fueron un pueblo que habitó el norte de Europa hasta el siglo II a. C.

## Orígenes
La tribu de los ambrones aparece brevemente detallada en las fuentes romanas relativas al siglo II a. C. Su localización al principio de esta breve historia fue la costa noreuropea, al norte de la desembocadura del río Rin, en las islas Frisias, la región ahora ocupada por lo que queda del Zuiderzee, y Jutlandia, territorio que compartían con sus vecinos, los cimbrios y los teutones.
No existe consenso sobre su origen étnico. Los teutones fueron casi con toda seguridad de origen germánico, pero existen evidencias de que los ambrones y los cimbrios podrían no haber tenido este origen, o al menos no en parte. Tras su breve y sanguinario recorrido por Europa, los cimbrios fueron gobernados por un tal Boiorix (un nombre de origen celta que significaba "Rey de los Boii"). El prefijo "amb-" de "ambrones" es un segmento inicial para denominar a muchas tribus celtas. Además, los ambrones siguieron la costumbre celta de vociferar el nombre de su tribu cuando iban a la batalla. A pesar de ello, los romanos les consideraron como germanos, y no como celtas, y ayudaron a los celtas a luchar contra ellos. Estas circunstancias sugieren un origen étnico mezclado, probablemente de antiguos celtas asimilados por los germanos. No obstante, este pueblo no procedía sólo del área que había sido recientemente germanizada desde el norte, sino que también hubo un tiempo en que los germanos fueron influenciados por la cultura celta.

## Historia
Los ambrones participaron en varias migraciones desde su territorio de origen, llegando a invadir, junto con tribus cimbrias, la meseta central de la península ibérica entre los siglos IX-VIII a. C. Ya dentro de la Península, esta rama de los ambrones se diseminó, mezclándose con otros pueblos de origen celta, si bien algunos topónimos modernos les recuerdan en las provincias de Soria (como por ejemplo Ambrona), Salamanca (Hambrón) y La Coruña (Ambroa), además de en Portugal (Évora y Óbidos)
Los ambrones, junto con los cimbrios y los teutones, iniciaron su recorrido por la historia de Roma como un conjunto de aliados determinados a emigrar a las tierras del sur a finales del siglo II a. C. Tal vez los ambrones fueran conducidos a esta situación por recientes inundaciones en la zona del Zuiderzee. El número total de emigrados germánicos era de alrededor de 300.000, incluyendo a unos 30.000 ambrones. La migración se transformó rápidamente en depredación.
Al avanzar hacia Bohemia fueron rechazados con éxito por los Boii, que habitaban por entonces aquella región que, con el tiempo, recibiría su nombre por este pueblo.

Recorrido de las tribus de Cimbrios, Teutones y Ambrones en su migración por Europa. Las aspas verdes corresponden a las batallas ganadas a Roma, mientras las rojas indican sus derrotas.

Evitando y rodeando las tierras de los Boii, el grupo de tribus entró en Serbia y Bosnia, subiendo por las riberas de los ríos Sava y Morava, pero pronto abandonaron estas tierras montañosas por las más verdes praderas de la Galia, siguiendo una ruta que les llevó al norte de los Alpes, amenazando a Roma.
Los romanos intentaron cortarles el paso, pero sufrieron una trágica derrota. Un ejército al mando de Cneo Papirio Carbón fue vencido en la Batalla de Noreia en el 113 a. C., y otro ejército bajo el mando de Marco Junio Silano tuvo el mismo destino en la Galia en el 109 a. C. También fue derrotado un tercer ejército comandado por Quinto Servilio Cepión y Cneo Malio Máximo en la Batalla de Arausio, en el 105 a. C.
Suponiendo que no deberían tener demasiados problemas para saquear Roma y asentarse en el norte de Italia, los tres aliados dejaron una base en la Galia y se dividieron en dos puntas de avance. Los ambrones y los teutones se encaminaron hacia Liguria (al este de Masilia), mientras que los cimbrios se dirigieron hacia Italia desde el norte.
En ese momento, los romanos designaron a Cayo Mario como cónsul, a pesar de que las leyes le impedían ser reelegido para un nuevo mandato. Mario marchó con rapidez hacia Liguria y estableció su campamento en el camino de sus enemigos. Los teutones asaltaron el campamento, pero fueron repelidos. Entonces, los teutones rodearon el campamento tratando de desmoralizar a la tropa romana. Mario les persiguió con rapidez y acampó de nuevo cerca de ellos en Aquae Sextae, ya en las faldas de los Alpes. Era el año 102 a. C.
La Batalla de Aquae Sextae se inició como un encuentro equilibrado, pero los romanos la convirtieron en una victoria. Los romanos acampados que trataban de sacar agua de un río cercano fueron atacados por los ambrones. Los ligures, actuando como tropas auxiliares romanas, acudieron al rescate y fueron rechazados a lo largo del río. Mario no desaprovechó la oportunidad: Los romanos formaron con rapidez y cayeron sobre los ambrones, que trataban de volver a cruzar el río. En ese combate, los ambrones perdieron la mayor parte de sus fuerzas. Dos días más tarde, Mario rechazó un ataque sobre su campamento y capturó a las fuerzas enemigas entre sus propias fuerzas por el frente, y una emboscada por la retaguardia enemiga.
Mario hizo 100.000 prisioneros. Los ambrones fueron virtualmente destruidos, aunque el campo de la Galia sobrevivió. Combinándose con otras tribus celtas locales, este campamento creó una nueva tribu celta: los aduáticos, en la región de donde procedían.